# 天野品市
天野 品市（あまの しないち、1884年11月20日 - 1966年3月27日）は、日本の柔道家（講道館9段・大日本武徳会教士7段）。

## 経歴
島根県出身。
大日本武徳会の佐賀支部にて修行したのち、京都第三高等学校（現・京都大学）在学中には福永享吉の元で漢学を専攻する傍ら、京都本部で磯貝一・永岡秀一両範士に師事し、1909年2月に武徳会初段に列せられる。1910年には5月に京都武徳会本部大会で成績優秀（太刀一振）、同年8月に武徳会本部青年大会で優勝（短刀一口）を果たし、同年講道館へ入門。
以後は柔道教師としての道を歩み、京都府立第二中学校を経て佐賀県に下り県立小城中学校や同県警察部で後進の指導に当たったのち、海を渡って関東都督府、奉天総領事館、同警務署、南満医科大学等の柔道師範を歴任した。
天野は身長162cmという小柄な体格ながら跳腰、内股等の大技に秀で、また足技や固技にも長じた。
1917年7月には大阪府警察部師範に任ぜられ、1919年講道館5段。
1929年5月の御大礼記念武道大会には大会最年長の46歳ながら指定選士として選出の光栄に浴し、翌30年11月の第1回全日本選士権では専門成年後期の部に出場して熊本の大賀三喜6段らを降し選士権を獲得する。
1933年には講道館と武徳会からそれぞれ7段位を、1937年には講道館8段位を拝受。その後1940年6月の紀元二千六百年奉祝天覧武道大会では審判員の重責を担うと共に特選演武を行っている。一方、この間1929年には『柔道捕の形:実際的護身法』という著書を発刊している。
1943年3月に大阪府警察部を辞して同年4月大日本武徳会大阪支部柔道部長に就任するも、1945年の太平洋戦争終戦に伴う戦犯追放の煽りを受けて、同45年10月にこれを退職。その後1948年5月に講道館より9段を許された。
1966年3月27日午前5時、脳梗塞により豊中市内の自宅で死去。告別式は3月29日に市内の明悟院にて執り行われた。
ちょうど近畿高段者大会への隣席のため来阪中だった嘉納履正館長は真っ先に弔問に訪れ、戦前より柔道界を支えた大家の死を悼んでいる。